# Helmut Griem
Helmut Griem (ur. 6 kwietnia 1932 w Hamburgu w Niemczech, zm. 19 listopada 2004 w Monachium, w Niemczech) – niemiecki aktor. Laureat nagrody Bambi (1961, 1976).

## Kariera
Urodzony w Hamburgu, planował zostać dziennikarzem, ale po studiach literatury, nauki i filozofii, zainteresował się aktorstwem i zadebiutował na scenie w sztuce N. Richarda Nasha Zaklinacz deszczu (1956). Przez ponad dziesięć lat pracował głównie w teatrze, w Hamburgu, Kolonii, Berlinie i Monachium, gdzie grał m.in. sfrustrowanego profesora w Kto się boi Virginii Woolf? Edwarda Albee czy profesora Higginsa w My Fair Lady Alana Jaya Lernera.
Zadebiutował na ekranie w adaptacji filmowej powieści Hansa Hellmuta Kirsta Fabryka oficerów (Fabrik der Offiziere, 1960), ale jego pierwszym ważnym filmem była rola Georgesa Duroya w ekranizacji Guya de Maupassanta Uwodziciel (Bel Ami, 1968). W dramacie wojennym Luchino Viscontiego Zmierzch bogów (La caduta degli dei, 1969) zwrócił na siebie uwagę jako Aschenbach, okrutnie cyniczny oficer SS, którego żądza władzy nie zna granic. Potem zagrał Maxa, dekadenckiego biseksualnego barona w filmie Boba Fosse'a Kabaret (Cabaret, 1972).
Zmarł 19 listopada 2004 w wieku 72 lat, po krótkiej chorobie. Jego grób znajduje się na cmentarzu Ohlsdorf.

## Wybrana filmografia

### Filmy
- 1960: Fabryka oficerów (Fabrik der Offiziere) jako Porucznik Krafft
- 1963: Z powodu kobiety (A cause, A cause d'une femme) jako Johann Muller
- 1968: Uwodziciel (Bel Ami, TV) jako Georges Duroy
- 1969: Zmierzch bogów (La caduta degli dei) jako Aschenbach
- 1970: Ucieczka McKenzie (The McKenzie Break) jako kpt. Willi Schlüter
- 1972: Moralność Ruth Halbfass (Die Moral der Ruth Halbfass) jako Franz Vogelsang
- 1972: Ludwik (Ludwig) jako Hrabia Duerckheim
- 1972: Kabaret (Cabaret) jako Maximilian von Heune
- 1976: Pustynia Tatarów (Il deserto del Tartari) jako Porucznik Simeon
- 1976: Zwierzenia clowna (Ansichten eines Clowns) jako Hans Schnier
- 1976: Przeklęty rejs (Voyage of the Damned) jako Otto Schiendick
- 1978: Niemcy jesienią (Deutschland im Herbst) jako przeprowadzający wywiad z Mahlerem
- 1978: Spotkania Anny (Les rendez-vous d'Anna) jako Heinrich Schneider
- 1978: Ciężarówka (Mannen i skuggan) jako Willi Mohr
- 1979: Steiner - Żelazny krzyż 2 (Steiner - Das Eiserne Kreuz, 2. Teil) jako Major von Stransky
- 1981: Malou jako Martin
- 1981: Nieznajoma z Sans - Souci (La Passante du Sans-Souci) jako Michel Wiener
- 1981: Powinowactwa z wyboru (Les affinités électives, TV) jako Edouard
- 1981: Bolesne relacje (Stachel im Fleisch) jako Hans
- 1981: Pokuszenie (Versuchung, TV) jako Ludwik
- 1982: Czarodziejska góra (Der Zauberberg) jako James Tienappel
- 1982: Nieznajoma z Sans-Souci (La Passante du Sans-Souci) jako Michel Wiener
- 1987: Drugie zwycięstwo (The Second Victory) jako Karl Fischer
- 1988: Faust - Z nieba przez świat do piekła (Faust - Vom Himmel durch die Welt zur Hölle) jako Dr Heinrich Faust
- 1990: Zabić Hitlera (The Plot to Kill Hitler, TV) jako marszałek polowy Erwin Rommel
- 1991: Detektyw Extralarge: Czarna magia (Extralarge: Black Magic, TV) jako Coleman
- 2000: Św. Bernadeta z Lourdes (Lourdes, TV) jako Auguste La Fontaine

### Seriale TV
- 1980: Berlin Alexanderplatz: Dzieje Franciszka Biberkopfa (Berlin Alexanderplatz) jako Sarug
- 1986: Piotr Wielki (Peter the Great) jako Aleksandr Mienszykow
- 1993: Karol Wielki (Charlemagne, le prince à cheval) jako Widukind
- 2000: Statek-widmo (Das Traumschiff) jako Herbert Ernst
- 2001: Dawny światek (Piccolo mondo antico) jako pułkownik Greisberg
- 2002: SK Kölsch jako Willi Haller
- 2003: Miłość, kłamstwa, namiętności (Liebe, Lügen, Leidenschaften) jako Maximilian Fox